# Mike Dunleavy Sr.
Michael Joseph Dunleavy (dit Mike Dunleavy, Sr.) est entraîneur et ancien joueur américain de basket-ball en NBA, né le 21 mars 1954 à Brooklyn NY, USA.
Son fils, Mike Dunleavy Jr. est aussi joueur de basket-ball qui évolue en NBA, débutant avec les Warriors de Golden State avant de jouer avec d'autres franchises.

## Carrière de joueur
Sélectionné au sixième tour (99e choix) de la draft 1976 par les Sixers de Philadelphie, il joue pendant onze saisons en NBA pour une moyenne de 8 points et 3,9 passes décisives en 438 matchs.
Il a joué pour les Sixers de Philadelphie de 1976 à 1978, puis avec les Rockets de Houston jusqu'en 1982, avec une participation aux finales NBA en 1981, puis avec les Spurs de San Antonio (1982-1983), saison où il termine avec le meilleur pourcentage de réussite à 3 points de la Ligue, et les Bucks de Milwaukee de 1983-1985 puis de 1988-1990.
Il interrompt sa carrière à la suite d'une blessure au milieu des années 1980 avant de revenir sur le banc des Bucks de Milwaukee comme entraîneur assistant puis comme remplaçant pour faire face aux nombreuses blessures de joueurs.

## Carrière d'entraîneur
- Lakers de Los Angeles 1990 à 1992
- Bucks de Milwaukee 1992 à 1996
- Trail Blazers de Portland 1997 à 2001
- Clippers de Los Angeles 2003 à 2007.

Dès sa première saison avec les Lakers de Magic Johnson, il mène l'équipe en finale NBA. Finale perdue face aux Bulls de Michael Jordan en 5 matchs.
Éliminé, l'année suivante, au premier tour des playoffs contre Portland, le futur finaliste, Mike Dunleavy part pour Milwaukee qu'il entraîne durant quatre saisons avant de consacrer une année au poste de GM, General Manager, de la franchise.
Dès la saison suivante, il reprend un poste d'entraîneur à Portland. Après quatre saisons, deux finales de Conférence Ouest, lors des saisons 1998-1999 et 1999-2000 et un titre de meilleur entraîneur de l'année 1999, il quitte le coaching pour quelque temps.
De retour en 2003 avec les Clippers, il transforme cette franchise, considéré comme la plus mauvaise de toutes les franchises NBA, au point d'en arriver à faire de l'ombre à son illustre voisine, les Lakers. La saison 2005-2006 était à cette époque la plus belle de l'histoire du club avec une place en demi-finale de conférence.